# TXT (revue)
Pour les articles homonymes, voir TXT.
TXT est une revue littéraire fondée en 1969 à Rennes par Christian Prigent et Jean-Luc Steinmetz. La revue cesse en 1993 puis paraît de nouveau depuis 2018. Elle est actuellement animée par Lambert Castellani et Bruno Fern, avec le soutien de Karol Arno P.

## Histoire
La revue TXT est fondée en 1969 à Rennes par Christian Prigent et Jean-Luc Steinmetz. Elle s'inscrit dans la continuité des évènements de Mai 1968. Elle se veut le lieu d'une littérature qui laisse place à la création et aux expérimentations formelles. Au fil des années, elle réunit, entre autres auteurs, Philippe Boutibonnes, Éric Clémens, Jacques Demarcq, Alain Frontier, Pierre Le Pillouër, Valère Novarina, Christian Prigent et Jean-Pierre Verheggen.
À partir du n° 9 en 1977 jusqu'en 1981, la revue est publiée  par Christian Bourgois. En 1993, c'est à la suite de la démission de Christian Prigent que la revue cessera de paraître.
En 1995, Christian Bourgois publie une anthologie de la revue : TXT, une anthologie : 1969-1993.
En 2019, Bruno Fern, Typhaine Garnier et Yoann Thommerel reprennent la publication de la revue qui rassemble des membres de l'équipe de départ comme Christian Prigent, Jean-Pierre Verheggen, Eric Clémens, Alain Frontier et Philippe Boutibonnes. Depuis 2023, la revue est dirigée par Lambert Castellani et Bruno Fern, avec le soutien de Typhaine Garnier et Karol Arno P. Elle a été publiée aux éditions Lurlure de 2020 à 2025.
En novembre 2024, un numéro hors-série est consacré à un hommage à Jean-Pierre Verheggen décédé un an plus tôt.